# 14. dzielnica Paryża
14. dzielnica Paryża (fr. 14e arrondissement de Paris) – jedna z 20 dzielnic Paryża.
Dzielnica jest położona na lewym brzegu Sekwany. W skład 14. dzielnicy wchodzi głównie rejon Montparnasse, zamieszkany głównie przez wspólnotę bretońską oraz bohemę artystyczną Paryża. Najsłynniejszymi budynkami dzielnicy są drapacz chmur, Tour Montparnasse, oraz dworzec kolejowy Montparnasse.
14. dzielnica Paryża dzieli się na cztery mniejsze dzielnice (quartier):
- Quartier du Montparnasse (53. dzielnica Paryża)
- Quartier du Parc-de-Montsouris (54. dzielnica Paryża)
- Quartier du Petit-Montrouge (55. dzielnica Paryża)
- Quartier de Plaisance (56. dzielnica Paryża)

## Geografia
Powierzchnia dzielnicy wynosi 5,62 km².

## Demografia
Szczyt populacyjny 14. dzielnica przeszła w 1954 roku, wówczas dzielnicę zamieszkiwało 181 000 mieszkańców. W ciągu następnych lat populacja dzielnicy regularnie spadała jednakże w ciągu ostatnich lat zauważalny jest ponowny wzrost liczby mieszkańców. Obecnie dzielnice zamieszkuje 134 700 mieszkańców a zatrudnienie w niej znalazło 71 836 osób.

## Zmiana populacji dzielnicy

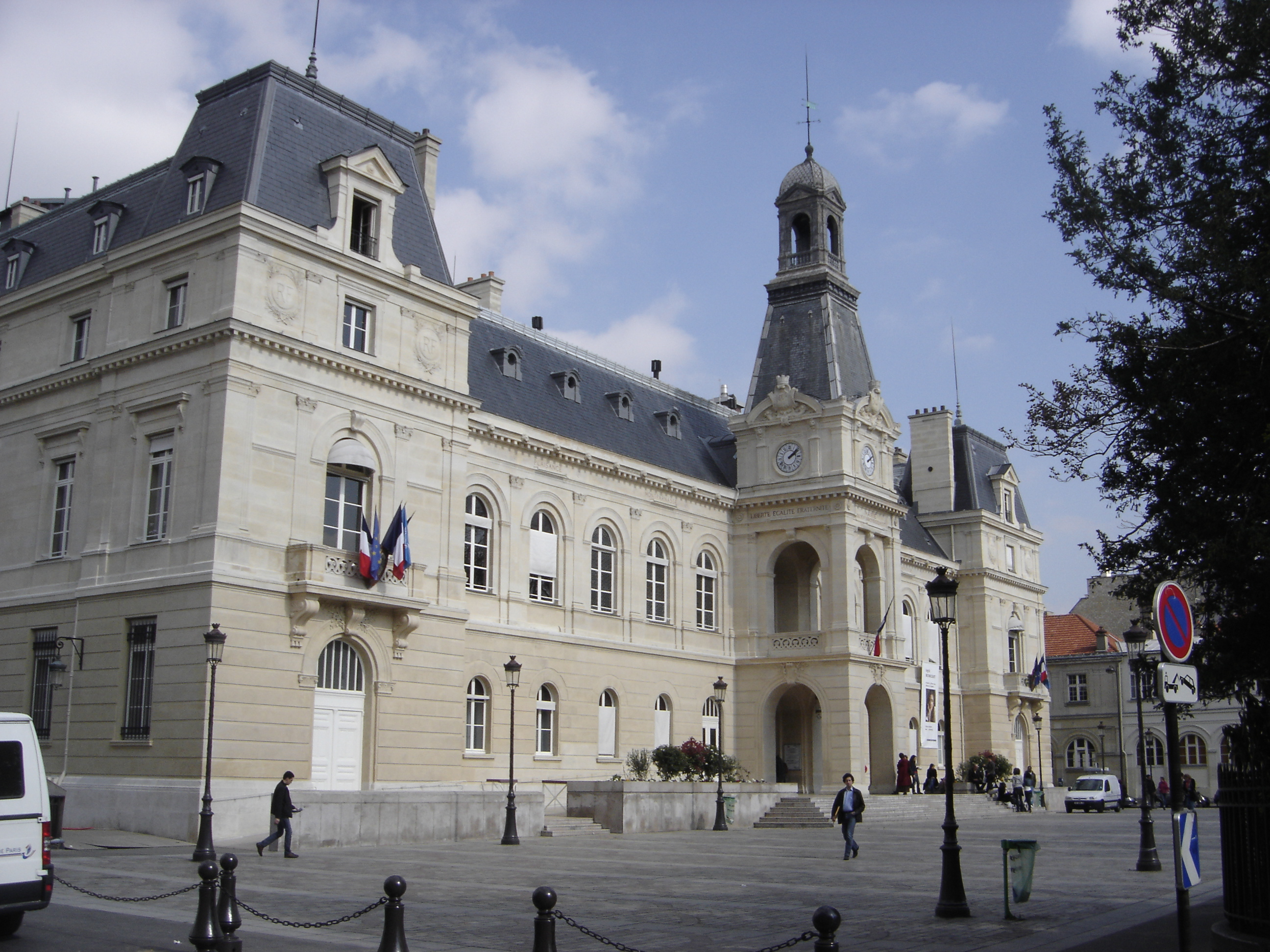
Merostwo 14. dzielnicy

| Rok  | Populacja | Gęstość (na km²) |
| ---- | --------- | ---------------- |
| 1872 | 69 611    | 12,384           |
| 1954 | 181 414   | 32,274           |
| 1962 | 178 149   | 31,693           |
| 1968 | 167 093   | 29,727           |
| 1975 | 149 137   | 26,532           |
| 1982 | 138 596   | 24,657           |
| 1990 | 136 574   | 24,297           |
| 1999 | 132 844   | 23,634           |
| 2005 | 134 700   | 23,964           |

## Imigracja
Ze spisu przeprowadzonego w 1999 roku wynika, że 78,4% mieszkańców 14 dzielnicy urodziło się na terenie Francji Metropolitarnej. Pozostałe 22,6% urodziło się poza jej granicami z czego: 1,4% stanowią imigranci pochodzący z francuskich terenów zamorskich, 4,3% imigranci urodzeni zagranicą lecz posiadający francuski paszport od urodzenia (głównie ex-kolonie w Afryce Północnej), 4,4% imigrantów stanowią przedstawiciele EU-15 (Stara Unia) a 11,5% są to imigranci pochodzący spoza krajów EU-15.

## Ważniejsze miejsca i zabytki w 14. dzielnicy
- Katakumby Paryża
- Cmentarz Montparnasse
- Montparnasse
- La Santé
- Tour Montparnasse

## Transport

### Metro
- Linia 4 metra w Paryżu (stacje: Montparnasse – Bienvenüe, Vavin, Raspail, Denfert-Rochereau, Mouton-Duvernet, Alésia i Porte d’Orléans)
- Linia 6 metra w Paryżu (stacje: Montparnasse – Bienvenüe, Edgar Quinet, Raspail, Denfert-Rochereau i Saint-Jacques)
- Linia 12 metra w Paryżu (stacje: Montparnasse – Bienvenüe)
- Linia 13 metra w Paryżu (stacje: Montparnasse – Bienvenüe, Gaîté, Pernety, Plaisance i Porte de Vanves)

### Tramwaje
- Linia nr T3 (przystanki: Porte de Vanves , Didot, Jean Moulin, Porte d’Orléans , Cité Universitaire RER B, Stade Charléty Porte de Gentilly, Poterne des Peupliers)

### Réseau Express Régional
- RER B (stacje: Denfert-Rochereau i Cité Universitaire)